# Blue Water Bridge
Die Blue Water Bridge ist eine zweispannige Brücke, die sich über den St. Clair River zwischen Port Huron im US-Bundesstaat Michigan und Point Edward in der kanadischen Provinz Ontario erstreckt. Die Brücke verbindet auf der kanadischen Seite den Highway 402 mit dem Interstate 69 und auch dem Interstate 94 auf der US-amerikanischen Seite der Grenze. Das Originalbauwerk aus dem Jahr 1938 ist eine Gerberträger-Fachwerkbrücke und die zweite, erst viel später errichtete Richtungsfahrbahn wurde als Bogenträgerbrücke mit Zugband konstruiert.
Die erste Brücke wurde am 10. Oktober 1938 für den Verkehr freigegeben. Diese von Modjeski & Masters entworfene Brücke hatte ursprünglich zwei Fahrstreifen für Fahrzeuge, sowie Gehwege für Fußgänger, die in den 1980er-Jahren entfernt wurden, um Platz für einen dritten Fahrstreifen zu machen. Der dritte Fahrstreifen für jede Richtung begann in der Mitte der Brücke, um den langen Rückstaus vor den Grenzübergängen beider Seiten gerecht zu werden.
Die zweite Brücke, die südlich direkt neben der ersten Brücke liegt, wurde am 22. Juli 1997 eröffnet. Zuvor waren die Zollkontrolleinrichtungen und die Mautstelle ausgiebig umgebaut worden. Direkt nach der Freigabe des Neubaus wurde die alte Brücke zur Renovierung geschlossen und 1999 wiedereröffnet; solange wurde auf der neuen Brücke eine ähnliche Konfiguration der drei Fahrstreifen beibehalten.
Die alte Brücke ist eine Gerberträger-Fachwerkbrücke mit einer Gesamtlänge von 1883 m und einer Hauptspannweite von 265 m. Die zweite Brücke ist eine Bogenbrücke mit einer Gesamtlänge von 1862 m und einer Hauptspannweite von 281 m. Das Bauprojekt war eine Gemeinschaftsarbeit der US-amerikanischen Architekten Modjeski & Masters sowie der kanadischen Architekten Buckland & Taylor Ltd. Die Öffentlichkeit hatte während der Debatte zwischen 1994 und 1995 über fünf Möglichkeiten der Realisierung zum größten Teil ein Duplikat der alten Brücke befürwortet und jeder fünfte sprach sich für eine Schrägseilbrücke aus. Die Blue Water Bridge Authority hatte beide Vorschläge abgelehnt, da nach ihrer Meinung ein Duplikat einen falschen Geschichtssinn schaffen würde, während die Hängebrücke die bestehende Brücke architektonisch in den Schatten gestellt hätte. Der gewählte Entwurf einer Bogenbrücke, der bei den Umfragen auf einem abgeschlagenen dritten Platz gelandet war, wurde aus zwei Gründen gewählt. Es handelt sich einerseits um ein eigenständiges Bauwerk, das architektonisch zur ursprünglichen Lösung passt, andererseits sind die Unterhaltskosten geringer, weil die Brücke mit weniger Spannfeldern auskommt.
Die beiden Brücken sind gemeinsam eine der am stärksten befahrenen Verkehrsadern zwischen den Vereinigten Staaten und Kanada. Sie sind eine der vier kürzesten Straßenverbindungen zwischen den Neuenglandstaaten und Michigan. Eigentümer der Brücke sind gleichberechtigt Kanada und die Vereinigten Staaten. Die kanadische Seite wird von der Blue Water Bridge Authority unterhalten und das Michigan Department of Transportation (MDOT) ist für die US-amerikanische Seite verantwortlich. Zum Unterhalt und Betrieb der Brücke wird eine Maut erhoben.
Die Blue Water Bridge, unter deren US-Seite das Thomas Edison Depot Museum steht, war Drehort für den Film Die Prophezeiung mit Kim Basinger aus dem Jahre 2000, in dem sie für eine Brücke in New York City herhalten musste und kam auch in dem Streifen Mr. Bill von Regisseurin Penny Marshall aus dem Jahre 1994 vor, in dem Danny DeVito mitspielte.

## Weblinks

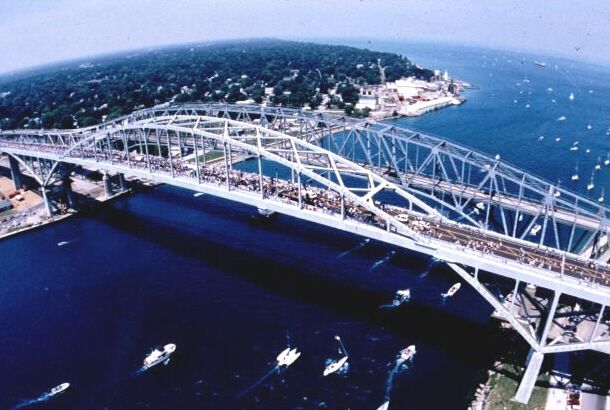
Die alte und neuen Blue Water Bridges